# ズィーバー・ミール＝ホセイニー
ズィーバ・ミール＝ホセイニー（ペルシア語: زیبا میرحسینی; 1952年4月3日 - ）は、イラン出身の人類学者、女性問題研究家である。
預言者ムハンマドの子孫であるサイイド（聖裔家）の家系に生まれ、ケンブリッジ大学院に留学し人類学を学んだ。
帰国後はテヘラン大学で研究を続けたが、イラン・イスラーム革命による社会的圧力により1984年に渡英したが、この際に夫とも離婚している。
当初彼女は各国におけるシャリーア家族法の規定と現実について研究を行っていたが、その中でシャリーアによる抑圧の中でも女性の権利を求める『ムスリム・フェミニスト』の存在を知り、それまでのようにイスラーム原理主義やシャリーアによる統治を外から批判するのではなくイランにおけるイスラーム原理主義体制・シャリーア統治の中で現実にどう女性の人権を保障していくかという問題に取り組むことになる。1995年から1997年にかけて中堅イスラーム聖職者（ホッジャトル・イスラーム）を中心にインタビューを行い、その成果をまとめた自著『イスラームとジェンダー－現代イランの宗教論争』は大きな反応を呼んだ。
現在は同職の学者リチャード・タッパーと結婚している。